# Koncentrat granulocytarny
Koncentrat granulocytarny (KG) –  preparat krwiopochodny zawierający zawieszone w osoczu granulocyty uzyskane metodą leukaferezy otrzymywane od jednego dawcy.

## Otrzymywanie i charakterystyka
Preparat jest otrzymywany za pomocą leukaferezy od pojedynczego dawcy. Czasami przed oddaniem krwi dawca jest stymulowany G-CSF, jednak nie wykonuje się tego rutynowo, a raczej w wyjątkowych sytuacjach. Koncentrat jest napromieniowywany przed podaniem.
Koncentrat granulocytarny powinien zawierać przynajmniej 1,2×1010 granulocytów. Zawiera pewną ilość zanieczyszczeń komórkowych: leukocyty inne niż granulocyty, erytrocyty i trombocyty.
Koncentrat podaje się maksymalnie do 24 godzin od zakończenia leukaferezy i jest przechowywany w temperaturze do 20-24 °C.

## Wskazania
Koncentrat granulocytarny jest stosowany w zagrażających życiu zakażeniach bakteryjnych i grzybiczych u chorych z agranulocytozą (<500/µl) lub z zaburzeniami czynności granulocytów. Nie podaje się koncentratu w celach profilaktycznych. Leczniczo jest podawany do czasu opanowania zakażenia, wznowienia czynności szpiku lub stwierdzenia nieskuteczności czy powikłań przetoczenia preparatu.

## Dawkowanie
Dawka lecznica wynosi 1,5-3×108 granulocytów na kilogram masy ciała dla dzieci i dorosłych, a dla noworodków >1×109. Gdy zawartość erytrocytów wynosi powyżej 2×1010 to przetoczenie można wykonać wyłącznie po wykonaniu próby zgodności. W przypadku występowania przeciwciał anty-HLA przetacza się koncentrat granulocytarny dobrany zgodnie z układem HLA.